# Kanton Nancy-Nord
Kanton Nancy-Nord (fr. Canton de Nancy-Nord) byl francouzský kanton v departementu Meurthe-et-Moselle v regionu Lotrinsko. Tvořila ho pouze severní část města Nancy. Zrušen byl po reformě kantonů 2014.